# Garry Jack
Pas d'image ? Cliquez ici

a Compétitions nationales et continentales officielles uniquement.

b Matchs officiels uniquement.
Garry Jack, né le 14 mars 1961 à Wollongong, est un joueur de rugby à XIII australien évoluant au poste de arrière dans les années 1980 et 1990. Il est l'un des meilleurs joueurs de rugby à XIII de ces années là remportant notamment la Coupe du monde 1988 avec l'Australie. Il a évolué la majeure partie de sa carrière à Balmain atteignant par deux fois la finale du Championnat australien (1988 et 1989). Il remporte au cours de sa carrière le State of Origin en 1985 et 1986, et à trois reprises le City vs Country Origin.
Il se reconvertit en entraîneur en prenant la tête des Salford entre 1993 et 1995.

## Palmarès
- Collectif :
  - Vainqueur de la Coupe du monde : 1988 (Australie)
  - Vainqueur du State of Origin : 1985 et 1986 (Nouvelle-Galles du Sud)
  - Vainqueur du City vs Country Origin : 1984, 1985 et 1986 (City)
  - Finaliste du Championnat de Nouvelle-Galles du Sud : 1988 et 1989 (Balmain).

- Individuel :
  - Élu Golden Boot  : 1986.

## Détails

### En club
| Saison | Club            | Compétition                  | Matchs | Points | Essais | Buts | Drop |
| ------ | --------------- | ---------------------------- | ------ | ------ | ------ | ---- | ---- |
| 1981   | Western Suburbs | New South Wales Rugby League | 4      | 3      | 1      | 0    | 0    |
| 1982   | Balmain Tigers  | New South Wales Rugby League | 21     | 21     | 7      | 0    | 0    |
| 1983   | Balmain Tigers  | New South Wales Rugby League | 25     | 29     | 7      | 0    | 1    |
| 1984   | Balmain Tigers  | New South Wales Rugby League | 20     | 32     | 8      | 0    | 0    |
| 1985   | Balmain Tigers  | New South Wales Rugby League | 18     | 32     | 8      | 0    | 0    |
| 1986   | Balmain Tigers  | New South Wales Rugby League | 24     | 40     | 10     | 0    | 0    |
| 1987   | Balmain Tigers  | New South Wales Rugby League | 20     | 12     | 3      | 0    | 0    |
| 1988   | Balmain Tigers  | New South Wales Rugby League | 23     | 16     | 4      | 0    | 0    |
| 1989   | Balmain Tigers  | New South Wales Rugby League | 17     | 8      | 2      | 0    | 0    |
| 1990   | Balmain Tigers  | New South Wales Rugby League | 19     | 18     | 4      | 1    | 0    |
| 1991   | Balmain Tigers  | New South Wales Rugby League | 21     | 8      | 2      | 0    | 0    |
| 1992   | Balmain Tigers  | New South Wales Rugby League | 22     | 12     | 3      | 0    | 0    |
| 1995   | Sydney Tigers   | Australian Rugby League      | 13     | 8      | 2      | 0    | 1    |